# Ixerbaceae
Ixerbaceae es una familia de angiospermas perteneciente al orden Crossosomatales. Incluye un único género Ixerba y una sola especie Ixerba brexioides ("tawari"). Son naturales de las regiones tropicales de Nueva Caledonia, particularmente la Isla del Norte, entre Waitomo y Kaitaia. Es muy apreciada como flora apícola.
Es un árbol pequeño, siempreverde, con hojas opuestas, pecioladas, alternas, simples, estipuladas, coreáceas. Las flores son hermafroditas con inflorescencias en corimbos paniculares; actinomorfas, 5-sépalos persistentes, 5-pétalos. Fruto cápsula loculicida, globosa de pocas  semillas 1(2)por lóculo, grandes, negras brillantes con aril rojo; embrión grande, cotiledones gruesos y pequeña radicula; endosperma escaso.